# Символы рубля

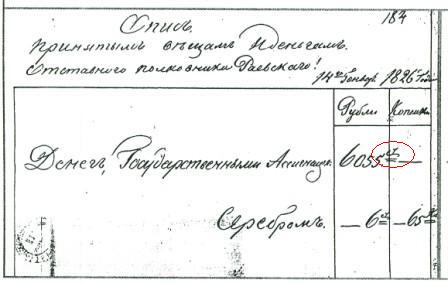
Знак рубля (обведён), который использовался в XVII—XIX веках, на описи денег, изъятых у декабриста Раевского

Рубль в качестве денежной единицы известен с XIII века, и для его краткой записи использовались менявшиеся со временем сокращения и знаки. Один из первых известных вариантов — сокращение слова «рубль», представлявшее собой буквосочетание надстрочных «р» и «у». Оно возникло в результате эволюции русской письменности и использовалось со второй половины XVII века до второй половины XIX века.
В настоящее время существуют три денежные единицы с названием «рубль», и для краткой записи каждой из них местными уполномоченными органами власти утверждены свои особые символы:
- символ белорусского рубля — сокращение Br;
- символ российского рубля — ₽[1] (буква «Р» с дополнительным элементом в виде горизонтальной черты);
- символ приднестровского рубля — буква «Р» с дополнительной вертикальной линией.

Едиными для всех них являются такие простые сокращения, как «р.» и «руб.», которые использовались для сокращения слова «рубль» ещё в Российской империи.

## Краткая история денежных единиц с названием «рубль»
В качестве названия денежной единицы слово «рубль» впервые встречается в новгородских грамотах XIII века. Являясь эквивалентом гривны, серебряного слитка, или её половины, она была элементом так называемой гривенно-кунной денежной системы (см. «Древнерусская гривна», «Древнерусская куна»), построенной на использовании для крупных расчётов слитков-гривен, а для более мелких — иностранных дирхемов и денариев (кун). В течение XIV—XV веков рубль становился счётной денежной единицей, эквивалентной уже не столько определённому количеству серебра, сколько определённому числу более мелких денежных единиц (денег, алтынов). Важным документом этой эпохи является минея из собрания Соловецкого монастыря, которая датируется второй половиной XV века. В ней зафиксировано следующее значимое метрологическое соотношение: «гривна серебра рубль». После денежной реформы Елены Глинской, проведённой в 30-х годах XVI века и унифицировавшей денежное обращение на территориях, которые были подчинены Московскому князю, один рубль повсеместно стал равен 200 денгам (две денги равнялись одной копейке, которая в то время была еще второстепенной денежной единицей).
Первая рублевая монета (с обозначением достоинства словом «рубль») была отчеканена только в 1654 году, в ходе денежной реформы Алексея Михайловича, однако находилась в обращении не более года, поскольку содержание серебра в монете было ниже, чем в ста копейках — фактически новая рублёвая монета равнялась только 64 копейкам. При этом во времена Алексея Михайловича практиковалось изготовление свёртков («начётных денег») из монет мелких номиналов, которые образовывали более крупные суммы и использовались, в частности, первыми лицами государства для благотворительной раздачи. Такие свёртки, в том числе рублёвого достоинства в своём сочинении упоминает, например, подьячий посольского приказа Григорий Котошихин: «А как царь ходит в походы и по монастырем и по церквам, и для его выездов и выходов наготавливают денги в бумаги, по 2 гривны, и полуполтине, и по полтине, и по рублю и по два и по 5 и по 10 и по 20 и по 30, кому сколко прикажет дати, чтоб было готово».
Чеканка рублевых монет возобновилась в 1704 году при Петре I и уже не прекращалась (за исключением коротких периодов) до наших дней. Первоначально это были серебряные монеты весом 28 граммов при содержании чистого серебра около 25—26 граммов. К 1764 году это содержание снизилось до 18 граммов и в собственно серебряных рублёвиках периода Российской империи уже не менялось. После реформы Петра и до 1917 года рубль оставался единой и основной денежной единицей Российской империи. Лишь некоторые периоды характеризовались появлением суррогатных денежных единиц вроде рубля ассигнациями. Это было связано с появлением в России в 1769 году первых бумажных денег (см. «Ассигнации»), из-за быстрого обесценения которых в 1769—1849 годах существовал раздельный учёт денежных сумм в рублях серебром и рублях ассигнациями, которые различались по стоимости.
С началом Гражданской войны и распадом империи название «рубль» получили многие никак не связанные между собой денежные единицы (советский рубль, донской рубль, дальневосточный рубль, закавказский рубль, латвийский рубль и многие другие). С созданием СССР «рубль» — это единая денежная единица Советского Союза и входивших в его состав республик. Кроме рубля СССР как самостоятельные денежные единицы в поздний период советской истории существовали инвалютный рубль и переводный рубль.
После распада СССР вновь, как и в годы Гражданской войны, появилось множество слабо связанных между собой денежных единиц, имевших всего лишь общее название: российский рубль, белорусский рубль, грузинский рубль, латвийский рубль, таджикский рубль и так далее). Впоследствии большинство из них было вытеснено из обращения другими денежными единицами с оригинальными названиями (см. статью «Рублёвая зона»). В настоящее время название «рубль» имеют следующие никак не связанные между собой денежные единицы: российский рубль, белорусский рубль, приднестровский рубль (денежная единица частично признанного государства).
Описанные выше периоды в истории денежных единиц, носивших название «рубль», часто характеризовались оригинальной системой краткого представления их наименований. Ниже описаны некоторые из них.
Список существующих денежных единиц с названием «рубль»
| Денежная единица      | Государство (территория) | Период обращения | Варианты краткого представления | Варианты краткого представления | Примеры использования | Примеры использования |
| Денежная единица      | Государство (территория) | Период обращения | коды ISO 4217                   | символы                         | на денежных знаках    | на марках             |
| --------------------- | ------------------------ | ---------------- | ------------------------------- | ------------------------------- | --------------------- | --------------------- |
| Белорусский рубль     | Беларусь                 | 1992 — н.в.      | BYN (933)                       | р. • руб. • Br                  |                       |                       |
| Приднестровский рубль | Приднестровье            | 1994 — н.в.      | —                               | PRB • RUP •                     |                       |                       |
| Российский рубль      | Россия                   | 1992 — н.в.      | RUB (643)                       | р. • руб. • ₽                   |                       |                       |

## Простейшие сокращения слова «рубль»

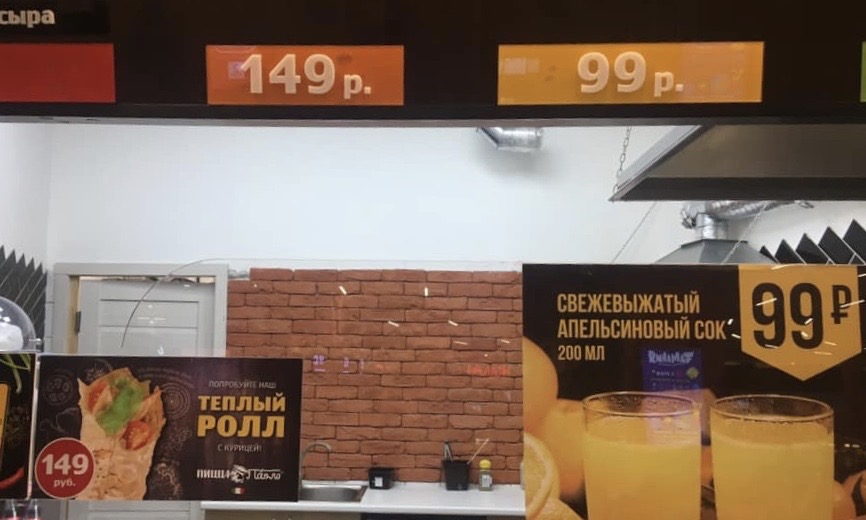
Три варианта изображения символа рубля в одном кафе

В Российской империи, в Советском союзе, в современной России, а также в других государствах и государственных образованиях, чьи национальные валюты носят название «рубль» (Белоруссия, Приднестровье), их типичными сокращениями являются следующие два варианта:
- р.[9];
- руб.[9].

Строчная буква «р» с точкой («р.») фигурирует, например, в настройках «по умолчанию» форматов вывода денежных и финансовых величин в русскоязычной версии электронных таблиц Excel компании Microsoft, а также электронных таблиц компании Google. Это сокращение используется для обозначения рубля как минимум с XIX века.
Существенно реже встречаются такие варианты, как:
- рубл.[13];
- рэ.

Сокращение «рэ» используется в разговорной речи и бытовой переписке и, очевидно, происходит от простонародного названия буквы «р (эр)». Самое раннее использование этого варианта, зафиксированное на сайте «Национальный корпус русского языка», относится к 1963 году и встречается в романе Василия Аксёнова «Пора, мой друг, пора»:

Кянукук лихорадочно соображал: бутылка сухого в магазине три рэ ноль семь копеек, а здесь ещё наценка пятнадцать процентов, итого — четыре семьдесят пять, целый день таскать цементные мешки…
Знакомец его, матрос, помог устроиться на лихтер сторожем, на оклад 35 рэ.— В. Аксёнов «Пора, мой друг, пора»
Любопытное совпадение: именно в России впервые был использован десятичный принцип денежного счета, когда старший номинал состоит из 100 младших (1 рубль = 100 копеек). При этом в алфавитной записи чисел, основанной на кириллице, именно буква «р», наиболее распространенное сокращение слова «рубль», обозначала 100.
Для словосочетания «российский рубль» дополнительно используются следующие сокращения:
- рос. руб.;
- РР.

Последний вариант встречается, например, на российских бумажных деньгах в качестве одного из инструментов защиты от подделки; буквы «РР» видны на полоске под рисунком на аверсе банкноты при рассмотрении её под острым углом в отражённом свете (кипп-эффект).
Национальные обычаи делового оборота или нормы грамматики могут предусматривать и другие варианты сокращения слова «рубль» и словосочетания «российский рубль», например R и/или RR.

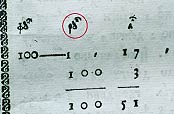
Сокращение руб в Арифметике Магницкого (1703 г.)
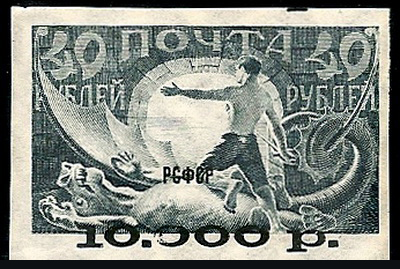
Сокращение р. на советской почтовой марке (1922 г.)
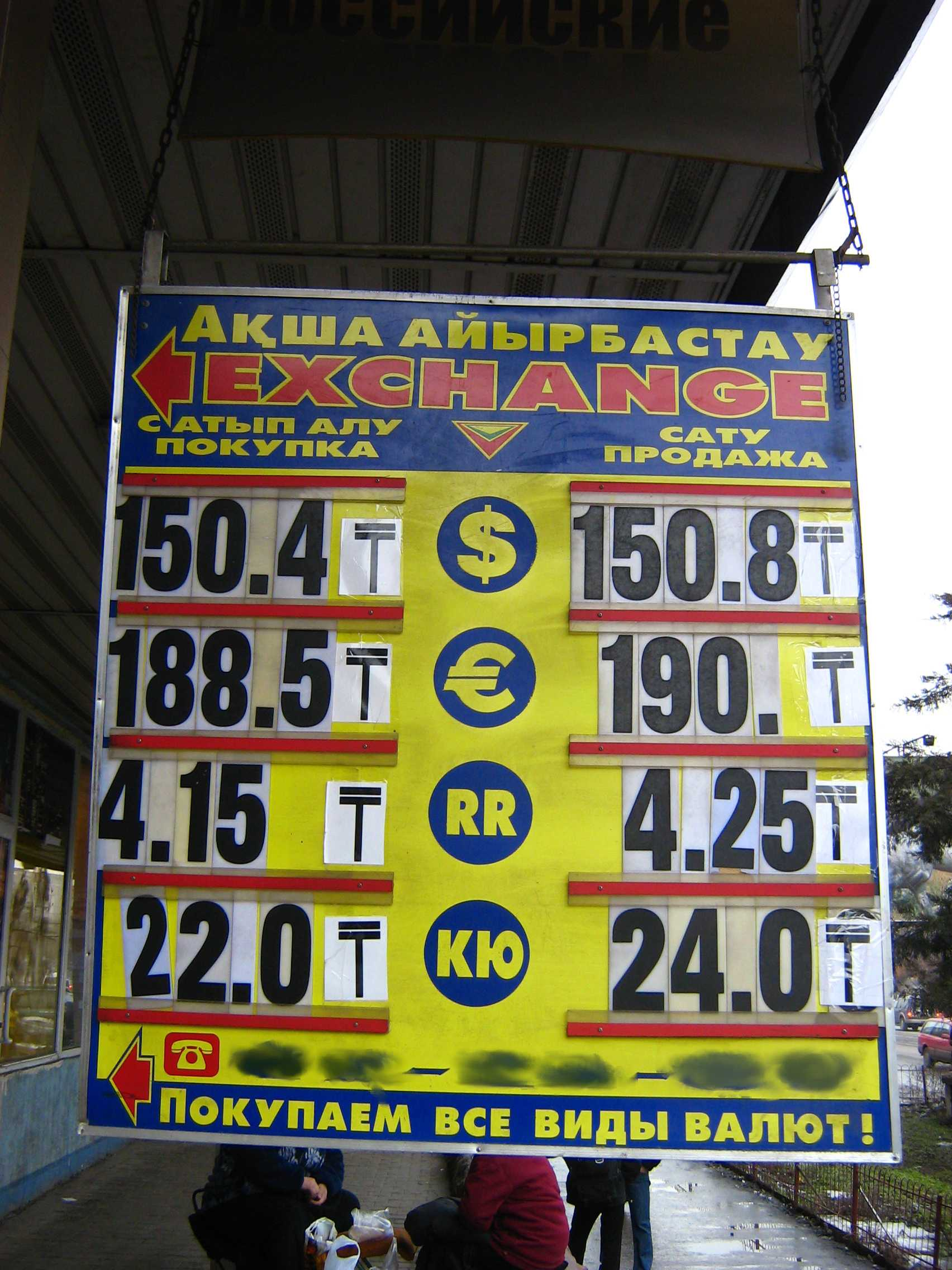
Сокращение RR на табло курсов валют в Алма-Ате, Казахстан (2009 г.)

На территории Тувы, где рубль называют словом «акша, также встречается сокращение «а.».
На территории Якутии рубль имеет название «солкуобай», часто встречаются сокращения «с.» и «сол.»

## Символ рубля XVII—XIX веков

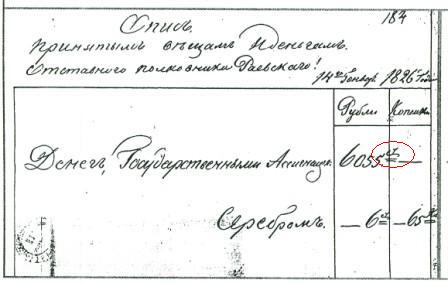
Знак рубля (обведён), который использовался в XVII—XIX веках, на описи денег, изъятых у декабриста Раевского

Типичное сокращение слова «рубль», которое возникло в результате эволюции русской письменности и использовалось со второй половины XVII века до второй половины XIX века как в бытовой переписке, так и в официальной документации,— буквосочетание надстрочных «р» и «у». Иногда эта лигатура называется «исторический знак рубля». В консорциум Unicode была подана заявка на его включение в одноименный стандарт.
Один из первых точно датированных примеров использования надстрочного буквосочетания «ру» содержится в Сборнике переводов Епифания Славинецкого. Оно встречается в так называемой запродажной записи (надписи на полях книги, свидетельствовавшей о факте владения, купли или продажи книги), которая гласит: «1681 года декабря в 5-й день продал сию книгу, глаголемую небеса, белахонец Василей Иванов сын Тверитинов, городчанину Терентьиву сыну Михнику. А взял я, Василей, за тое книгу 12 рублей 100 алтын 2 деньги. А подписал я, Василей, своею рукою. Продал зачисто и даподлинно и руку приложил».
Самый поздний из известных примеров использования знака рубля относится к первой половине XIX века. Он встречается в записи на форзаце Судебника государя царя и великого князя Ивана Васильевича, которая гласит: «4 рубля, декабря 18. 1830». Запись сделана академиком Павлом Строевым, одним из первых собирателей древнерусских памятников письменности, на книге, входившей в его личную библиотеку.

## Современный символ российского рубля
До официального утверждения символа российского рубля чаще всего для его краткого представления использовались простые сокращения «р.» и «руб.». С началом интеграции российской экономики в мировую (1990-е годы) и широкого использования во внутреннем российском обороте иностранных валют (прежде всего доллара, имеющего собственный узнаваемый знак) неоднократно высказывались предложения ввести особый знак и для российского рубля. С появлением евро и утверждением его символа такие предложения стали звучать чаще и вылились в проведение нескольких неофициальных конкурсов, акций и инициатив по введению знака рубля.
В июне 2006 года была принята поправка к Закону «О Центральном банке Российской Федерации (Банке России)», которой его функции были дополнены ещё одним пунктом: именно Банк России «утверждает графическое обозначение рубля в виде знака». 14 марта 2007 года рабочая группа банка одобрила требования к символу рубля.
В середине 2007 года дизайнерские студии «Дизайн-депо», «Дизайнет», «Директ-дизайн», «Имадизайн», «Леттерхед», «ПараТайп» и Студия Артемия Лебедева (поэтому их символ часто называется «дизайнерским») предложили использовать в качестве знака рубля букву «Р» с перечёркнутой ниже полукруга ножкой. Суть инициативы — не дожидаясь официального утверждения какого-то знака рубля, инициаторы акции начали использовать предложенный ими символ при разработке новых шрифтов, оформлении рекламы, ценников, витрин интернет-магазинов и других носителей информации.
С 5 ноября по 5 декабря 2013 года Банк России провёл на своём сайте анонимный опрос: пользователи интернета, которые продекларировали, что им исполнилось 18 лет, могли выбрать один из пяти знаков, проголосовать против всех и прокомментировать свой выбор, используя до пятисот символов, включая пробелы. По итогам опроса 11 декабря 2013 года символ рубля был официально утверждён советом директоров Центрального банка Российской Федерации. Победителем стала буква «Р» с горизонтальной чертой (предложение дизайнерского сообщества), которая набрала более 61 % голосов. Утвержденный Банком России знак рубля был включён в стандарт Юникод и сразу появился во всех шрифтовых гарнитурах компании «ПараТайп».

## Символ белорусского рубля
До 2005 года для краткого обозначения белорусского рубля использовались традиционные для слова «рубль» сокращения — р. и руб. В мае 2005 года правление Национального банка Республики Беларусь утвердило новый символ национальной валюты в виде двух букв латинского алфавита «Br», где В — белорусский, r — рубль. К моменту принятия этого решения точно такой же символ (Br) уже использовался для обозначения эфиопского быра.

## Символ приднестровского рубля
Символ приднестровского рубля — сочетающий в себе курсивные буквы «П» и «Р» — был утверждён в 2012 году по итогам конкурса. Автор знака — инженер-электронщик Юрий Колодный из города Новополоцка (Белоруссия), получивший денежное вознаграждение в размере 500 долларов США. Как сообщается в пресс-релизе Приднестровского республиканского банка, «в начертании знака узнаются ключевые литеры денежной единицы (приднестровский рубль). Также присутствует характерный двойной штрих, используемый для обозначения валют».

## Коды ISO 4217 и подобные им сокращения
Международные сокращения (коды валют), используемые прежде всего на финансовом рынке, установлены стандартом ISO 4217 и представляют собой аббревиатуры, как правило, состоящие из двухбуквенного обозначения государства в соответствии со стандартом ISO 3166 и одной буквы названия валюты, например:
- RUR — российский рубль (до деноминации 1998 года);
- RUB — российский рубль (после деноминации 1998 года);
- BYB — белорусский рубль (до деноминации 2000 года);
- BYR — белорусский рубль (с деноминации 2000 года по деноминацию 2016 года);
- BYN — белорусский рубль (после деноминации 2016 года);[31]
- SUR — советский рубль.

Приднестровский рубль собственного кода ISO 4217 не имеет, неофициальное сокращение в формате стандарта — PRB.